# The Irish Honeymoon
Pour plus de détails, voir Fiche technique et Distribution.
The Irish Honeymoon ou An Irish Honeymoon est un film muet américain réalisé par Sidney Olcott, sorti en 1911, avec Gene Gauntier et lui-même dans les rôles principaux. Il raconte la lune de miel d'un jeune couple américain en Irlande.

## Synopsis
Maggie McClusky et Larry Malone forment un jeune couple américain. Pour sa lune de miel, il débarque du paquebot SS Baltic à Queenstown. Il visite ensuite Cork, puis le château de Blarney, où Larry embrasse la pierre qui doit lui donner le don de l'éloquence. Les amoureux filent suite à l'abbaye de Muckross dans le parc de Killarney, traversent le col de Dunloe, se promènent le long des lacs, découvrent le Colleen Bawn Rock. Le couple rejoint ensuite Dublin qu'il visite à bord d'un bus à l'impériale. Il rend visite ensuite à Richard Crocker l'ex-leader du Tammany Hall. Avant de rembarquer à bord du paquebot pour l'Amérique.

## Fiche technique
- Titre : The Irish Honeymoon
- Autre titre : An Irish Honeymoon
- Réalisation : Sidney Olcott
- Scénario : Gene Gauntier
- Photographie : George K. Hollister
- Société de production : Kalem Company
- Société de distribution : General Film Company
- Pays de production :  États-Unis
- Langue : film muet avec les intertitres en anglais
- Métrage : 290 mètres
- Format : Noir et blanc — 35 mm — 1,33:1 — Muet
- Genre : Comédie
- Durée : 9 minutes 40
- Dates de sortie : 
  - États-Unis : 8 mars 1911

## Distribution
- Sidney Olcott : Larry Malone
- Gene Gauntier : Maggie McClusky

## À noter
- The Irish Honeymoon est le deuxième film tourné en Europe par la petite troupe de la Kalem envoyée par son patron Frank J. Marion. Composée de l'acteur réalisateur Sidney Olcott, son actrice vedette Gene Gauntier, baptisée la Kalem Girl (la fille de Kalem) et le caméraman George K. Hollister. Le premier est The Lad from Old Ireland, filmé en Irlande; le troisième et dernier The Little Spreewald Maiden, tourné en Allemagne.
- Il n'y a pas d'action dans ce film. Les deux acteurs sont les figurants d'un documentaire, prétexte à montrer les  beautés de l'Irlande.
- Le film n'a semble-t-il pas survécu. Il n'a pas été projeté en France.